# USS Maury (DD-401)
USS Maury (DD-401) là một tàu khu trục lớp Gridley được Hải quân Hoa Kỳ chế tạo vào giữa những năm 1930. Nó là chiếc tàu chiến thứ hai của Hải quân Hoa Kỳ được đặt tên theo Trung tá Hải quân Matthew Maury (1806-1873), người tham gia Nội chiến Hoa Kỳ đồng thời là sử gia, nhà thiên văn học, nhà hải dương học, nhà khí tượng học. Maury đã phục vụ trong suốt Chiến tranh Thế giới thứ hai tại Mặt trận Thái Bình Dương cho đến khi chiến tranh kết thúc, được cho ngừng hoạt động năm 1945 và bị bán để tháo dỡ năm 1946.

## Thiết kế và chế tạo
Maury được đặt lườn tại xưởng tàu Union Plant của hãng Bethlehem Shipbuilding Corporation ở San Francisco, California vào ngày 24 tháng 3 năm 1936. Nó được hạ thủy vào ngày 14 tháng 2 năm 1938; được đỡ đầu bởi cô Virginia Lee Maury Werth, cháu Trung tá Maury; và được đưa ra hoạt động vào ngày 5 tháng 8 năm 1938 dưới quyền chỉ huy của Hạm trưởng, Thiếu tá Hải quân Edward M. Thompson.

## Lịch sử hoạt động

### 1941
Được phân về Hạm đội Thái Bình Dương sau khi nhập biên chế, Maury hoạt động từ Trân Châu Cảng khi Hoa Kỳ bước vào Chiến tranh Thế giới thứ hai. Vào ngày 7 tháng 12 năm 1941, khi đang trên đường cùng với Lực lượng Đặc nhiệm 8 hình thành chung quanh tàu sân bay USS Enterprise (CV-6) quay trở về Trân Châu Cảng sau chuyến đi đến đảo Wake, nó nhận được tin tức không lâu sau 09 giờ 00 về việc Hải quân Nhật Bản đã bất ngờ tấn công Trân Châu Cảng. Chiếc tàu khu trục lập tức chuyển sang trực chiến trong khi lực lượng đặc nhiệm tiến hành truy tìm bất thành hạm đội Nhật Bản. Vào lúc lực lượng đặc nhiệm quay trở về Trân Châu Cảng, chỉ có một tàu Nhật bị phát hiện: tàu ngầm I-70, vốn bị máy bay của lực lượng đặc nhiệm đánh chìm vào ngày 10 tháng 12. Trong thời gian còn lại của năm 1941, trong thành phần hộ tống cho Enterprise, nó tiếp tục ở lại vùng quần đảo Hawaii để phòng thủ sau vụ tấn công.

### 1942 - 1943
Khi quân Nhật tiến quân về hướng các quần đảo tại khu vực Tây Nam Thái Bình Dương, Maury tháp tùng các tàu sân bay Enterprise và Yorktown cho các cuộc không kích xuống các căn cứ Nhật Bản tại phía Nam quần đảo Marshall và phía Bắc quần đảo Gilbert. Hoàn thành cuộc tấn công vào ngày 1 tháng 2 năm 1942 bất chấp sự chống trả quyết liệt của không lực đối phương, lực lượng tàu sân bay và bắn phá quay trở về Oahu vào ngày 5 tháng 2. Sau khi được đổi tên thành Lực lượng Đặc nhiệm 16, họ lại lên đường vào ngày 15 tháng 2 cho một cuộc không kích bất ngờ xuống đảo Wake và đảo Marcus trong các ngày 24 tháng 2 và 4 tháng 3 tương ứng, rồi quay trở về Trân Châu Cảng vào ngày 10 tháng 3. Sau đó trong suốt tháng 4, Maury tuần tra chống tàu ngầm và thực hành phòng không gần bờ.
Vào ngày 30 tháng 4, Lực lượng Đặc nhiệm 16, với Maury trong thành phần hộ tống các tàu chiến chủ lực, rời Trân Châu Cảng để trợ giúp các tàu sân bay Yorktown và USS Lexington (CV-2) trong Trận chiến biển Coral. Đến nơi sau khi cuộc đụng độ đã kết thúc, lực lượng quay trở về Hawaii, đến nơi vào ngày 26 tháng 5, để rồi lại vội vã lên đường hai ngày sau đó, lần này là đi đến Midway để chống trả một cuộc tấn công chiếm đóng căn cứ này. Vào ngày 2 tháng 6, họ gặp gỡ Lực lượng Đặc nhiệm 17 tại một điểm hẹn ở cách 350 dặm (560 km) về phía Đông Bắc Midway. Đến ngày 4 tháng 6, Trận Midway diễn ra khi máy bay cất cánh từ tàu sân bay Nhật bắt đầu tấn công quân đồn trú trên đảo; và cho đến ngày 7 tháng 6, lực lượng Hoa Kỳ đã đánh chìm bốn tàu sân bay Nhật cùng một tàu tuần dương hạng nặng với cái giá tổn thất tàu khu trục USS Hammann (DD-412) và tàu sân bay Yorktown.
Sau trận Midway, lực lượng quay trở về Trân Châu Cảng trong một tháng trước khi lại lên đường hướng đến khu vực Nam Thái Bình Dương. Di chuyển ngang qua quần đảo Tonga, họ hướnng đến quần đảo Solomon đang do quân Nhật chiếm đóng. Đến ngày 7 tháng 8, họ còn cách mục tiêu chính, Guadalcanal, 40 dặm. Trong chiến dịch đổ bộ Guadalcanal-Tulagi diễn ra sau đó, Maury phục vụ như là tàu canh phòng máy bay cho Enterprise khi chiếc tàu sân bay liên tục tung ra các cuộc không kích hỗ trợ lực lượng trên bờ. Chiếc tàu khu trục tiếp tục ở lại khu vực Solomon trong suốt quá trình Trận chiến Đông Solomon trong các ngày 24 và 25 tháng 8. Trong trận chiến vốn đã ngăn cản lực lượng Nhật Bản chuyển lực lượng tăng viện đến Guadalcanal, Enterprise cùng với những chiếc khác bị hư hại nặng, và Lực lượng Đặc nhiệm 16 được lệnh rút lui về quần đảo Tonga, nơi họ tiếp tục quay về Trân Châu Cảng, đến nơi vào ngày 10 tháng 9. Vào ngày 26 tháng 10, lực lượng quay trở lại Nam Thái Bình Dương, nơi một lực lượng đối phương bao gồm tàu sân bay bị phát hiện. Trận đụng độ diễn ra ngoài khơi quần đảo Santa Cruz, và một lần nữa lực lượng tăng viện phía Nhật Bản phải quay lại, trong khi một tàu sân bay Hoa Kỳ, chiếc Enterprise, bị hư hại và một chiếc khác bị mất: chiếc Hornet. 

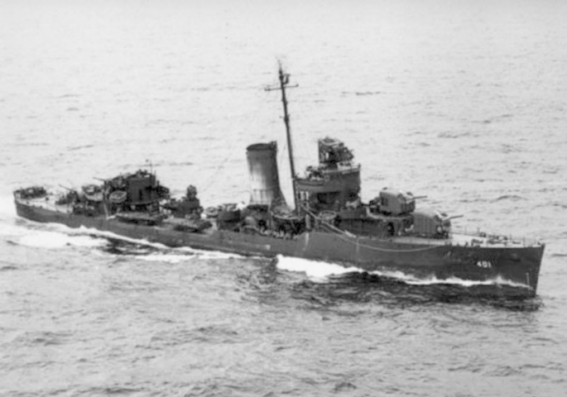
USS Maury trên đường đi, 1943.

Maury trải qua mười tháng tiếp theo tiếp tục ở lại khu vực  Solomon, trong thành phần Đội khu trục của Đại tá Hải quân Arleigh A. Burke. Hoạt động từ Nouméa và Espiritu Santo, nó thực hiện các chuyến tuần tra chống tàu ngầm và hộ tống tàu sân bay, cũng như hộ tống vận tải trong lúc lực lượng Hoa Kỳ cũng cố tại Guadalcanal và tiếp tục tiến quân dọc theo Munda, Rendova, Russell, Vella Lavella và New Georgia. Vào cuối tháng 8 năm 1943, nó khởi hành đi San Pedro, California, và sau một giai đoạn đại tu kéo dài sáu tuần, nó quay trở lại khu vực chiến sự cùng với Lực lượng Đặc nhiệm 52 vào ngày 20 tháng 11 năm 1943, để hỗ trợ cho việc chiếm đóng Tarawa và Makin thuộc quần đảo Gilbert.

### 1944
Vào đầu năm 1944, Maury gia nhập Lực lượng Đặc nhiệm 58 tàu sân bay nhanh, và ra khơi vào ngày 19 tháng 1 để hộ tống các tàu sân bay trong khi máy bay của chúng không kích Wotje, Taroa, Eniwetok và Palau. Đến tháng 3, lực lượng bắt đầu hoạt động từ căn cứ Majuro mới được tái chiếm, và từ đây chiếc tàu khu trục bảo vệ cho các tàu sân bay trong khi chúng tấn công nhắm vào lực lượg Nhật Bản đồn trú tại Palau, Yap, Ulithi và Woleai từ ngày 30 tháng 3 đến ngày 1 tháng 4; hỗ trợ cho cuộc đổ bộ lên Hollandia vào ngày 22 tháng 4; cùng bắn phá Ponape, Satawan, và Truk từ ngày 29 tháng 4 đến ngày 1 tháng 5 năm 1944.
Sau một đợt nghỉ ngơi và bảo trì ngắn tại Trân Châu Cảng, Maury lại gia nhập Lực lượng Đặc nhiệm 58 tại Majuro vào ngày 4 tháng 6. Hai ngày sau, lực lượng này lên đường để hỗ trợ các hoạt động tại khu vực quần đảo Mariana. Thoạt tiên, họ tham gia bắn phá chuẩn bị Saipan, đồng thời đột kích vào Guam và Rota cùng thời gian đó, rồi đi lên phía Bắc để không kích vào Iwo và Chichi Jima ngăn cản sự tăng viện lực lượng Nhật Bản đến quần đảo Mariana từ các đảo này. Đến ngày 18 tháng 6, họ nhận được tin tức về một hạm đội hùng hậu Nhật Bản trên đường từ Philippines đang tiến đến gần; và vào ngày hôm sau, Trận chiến biển Philippines bắt đầu khi máy bay Nhật Bản cất cánh từ các tàu sân bay tấn công vào các tàu chiến của Đệ Ngũ hạm đội Hoa Kỳ. Kết thúc hai ngày giao chiến, phía Nhật bị mất ba tàu sân bay, 92% số máy bay trên tàu sân bay và 72% số thủy phi cơ, một tổn thất làm kiệt quệ hoàn toàn Không lực Hải quân Nhật Bản. Sau khi truy đuổi hạm đội đối phương, các tàu sân bay cùng với Maury trong thành phần hộ tống, lại tấn công quần đảo Bonin trước khi rút lui về Eniwetok, đến nơi vào ngày 27 tháng 6 năm 1944.
Đến ngày 4 tháng 7, các tàu sân bay nhanh lại không kích xuống Iwo Jima, rồi sau đó quay trở lại quần đảo Mariana, nơi chúng hỗ trợ cho cuộc đổ bộ lên Guam và Tinian vào các ngày 21 và 24 tháng 7 tương ứng. Trong chín tuần lễ tiếp theo sau, Maury bảo vệ cho các tàu sân bay trong khi chúng lại tấn công Iwo Jima, rồi di chuyển để hỗ trợ cho các hoạt động tại Palaus, Ngesebu, Angaur, Yap và Ulithi. Vào ngày 10 tháng 10, họ ở ngoài khơi Okinawa, rồi di chuyển từ đây đến Đài Loan và Luzon. Và tấn công các cứ điểm quân Nhật tại khu vực vịnh Manila vào ngày 15 tháng 10. Tám ngày sau, nó hỗ trợ cho các lực lượng tại vịnh Leyte, rồi quay lên phía Bắc sau khi có tin tức về một lực lượng tàu sân bay Nhật Bản, vốn hầu như không còn máy bay chiến đấu do những tổn thất nặng nề sau Trận chiến biển Philippines và ngoài khơi Đài Loan. Vào ngày 25 tháng 10, lực lượng đối phương bị đánh bại ngoài khơi mũi Engaño. Tổn thất về phía Nhật Bản cho đến ngày 27 tháng 10 bao gồm ba tàu khu trục không kể đến nhiều tàu khu trục.
Maury trải qua hầu hết thời gian của tháng 11 tuần tra tại vùng biển phía Đông Philippines hỗ trợ cho các chiến dịch tại Leyte và Samar. Sau một giai đoạn nghỉ ngơi và tiếp liệu tại Manus, nó gia nhập Đội đặc nhiệm 77.4 và khởi hành vào ngày 27 tháng 12 để đi vịnh Lingayen nhằm hỗ trợ cho cuộc chiếm đóng Luzon.

### 1945
Được điều đội sang Đội đặc nhiệm 78.12 vào giữa tháng 1 năm 1945, Maury trong một thời gian ngắn đã làm nhiệm vụ hộ tống vận tải; trước khi gia nhập trở lại Lực lượng Đặc nhiệm 77 vào cuối tháng đó, và cho đến ngày 10 tháng 2 đã canh phòng khu vực vịnh Lingayen và các lối tiếp cận. Quay trở về Ulithi vào ngày 16 tháng 2, nó được phân công hộ tống cho thiết giáp hạm USS Mississippi (BB-41) quay trở về Hawaii; khởi hành vào ngày 22 tháng 3, nó thả neo tại Trân Châu Cảng vào ngày 3 tháng 4.
Maury trải qua sáu tuần lễ tiếp theo tiến hành huấn luyện tại vùng biển Hawaii, rồi lên đường đi ngang qua San Diego, California và kênh đào Panama để đi đến New York vào ngày 14 tháng 6. Một ủy ban khảo sát tại đây đã kết luận con tàu nên được loại bỏ, và vào ngày 18 tháng 8, nó tiếp tục đi đến Philadelphia, Pennsylvania, nơi nó được cho xuất biên chế vào ngày 19 tháng 10 năm 1945. Được rút khỏi danh sách Đăng bạ Hải quân vào ngày 1 tháng 11 năm 1945, nó được bán cho hãng Hugo Neu, New York vào ngày 13 tháng 6 năm 1946; được bán lại cho hãng Northern Metal Co., Philadelphia không lâu sau đó; và bị tháo dỡ vào cuối năm đó.

## Phần thưởng
Maury được tặng thưởng mười sáu Ngôi sao Chiến trận cùng một danh hiệu Đơn vị Tuyên dương Tổng thống do thành tích phục vụ trong Thế Chiến II, nằm trong số những tàu chiến được tặng thưởng nhiều nhất trong  Chiến tranh Thế giới thứ hai.